# Rum

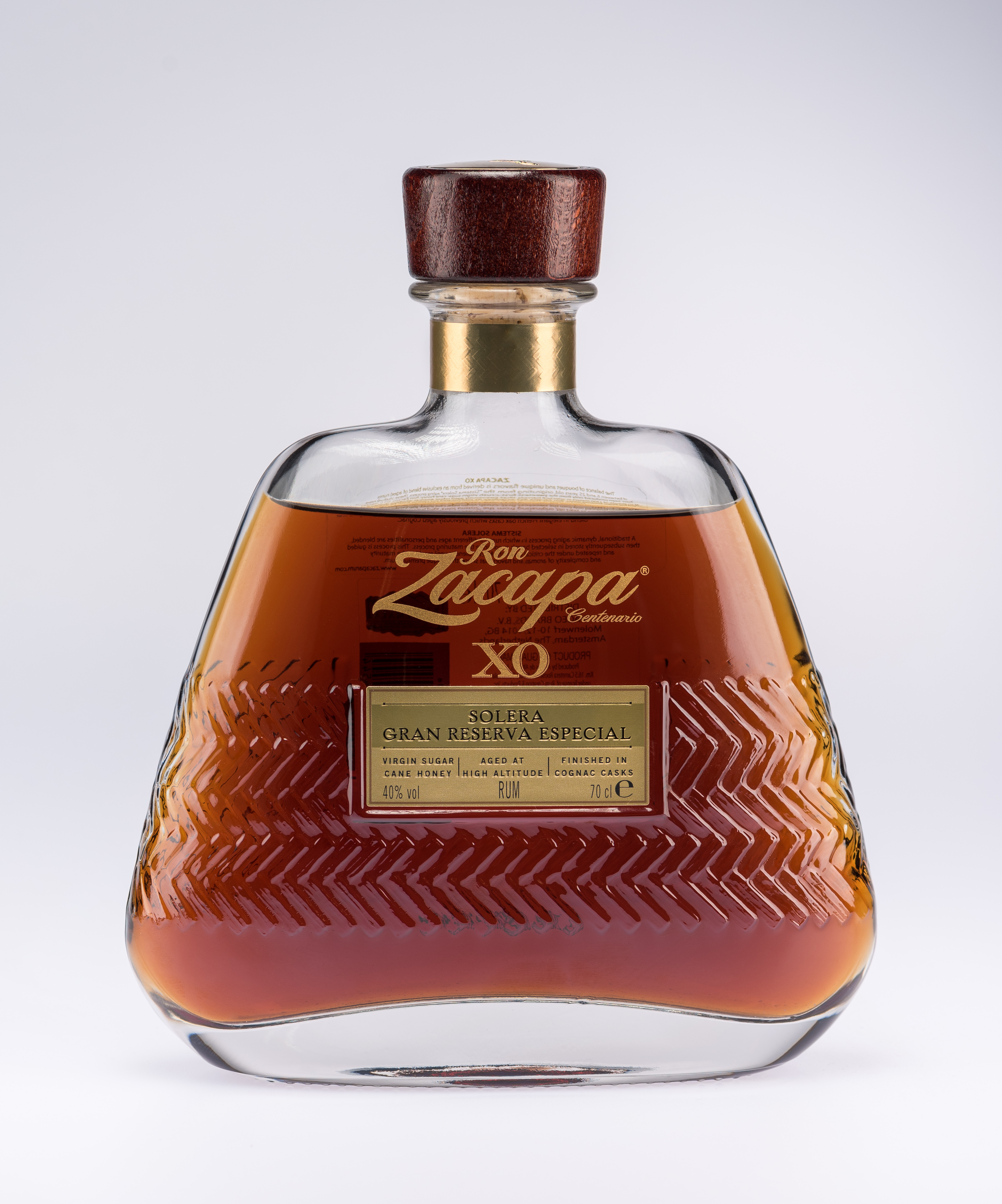
Ron Zacapa Centenario

Il rum (in francese rhum, in spagnolo ron; in italiano raramente anche rumme) è l'acquavite ottenuta dalla distillazione della melassa della canna da zucchero o del suo succo.

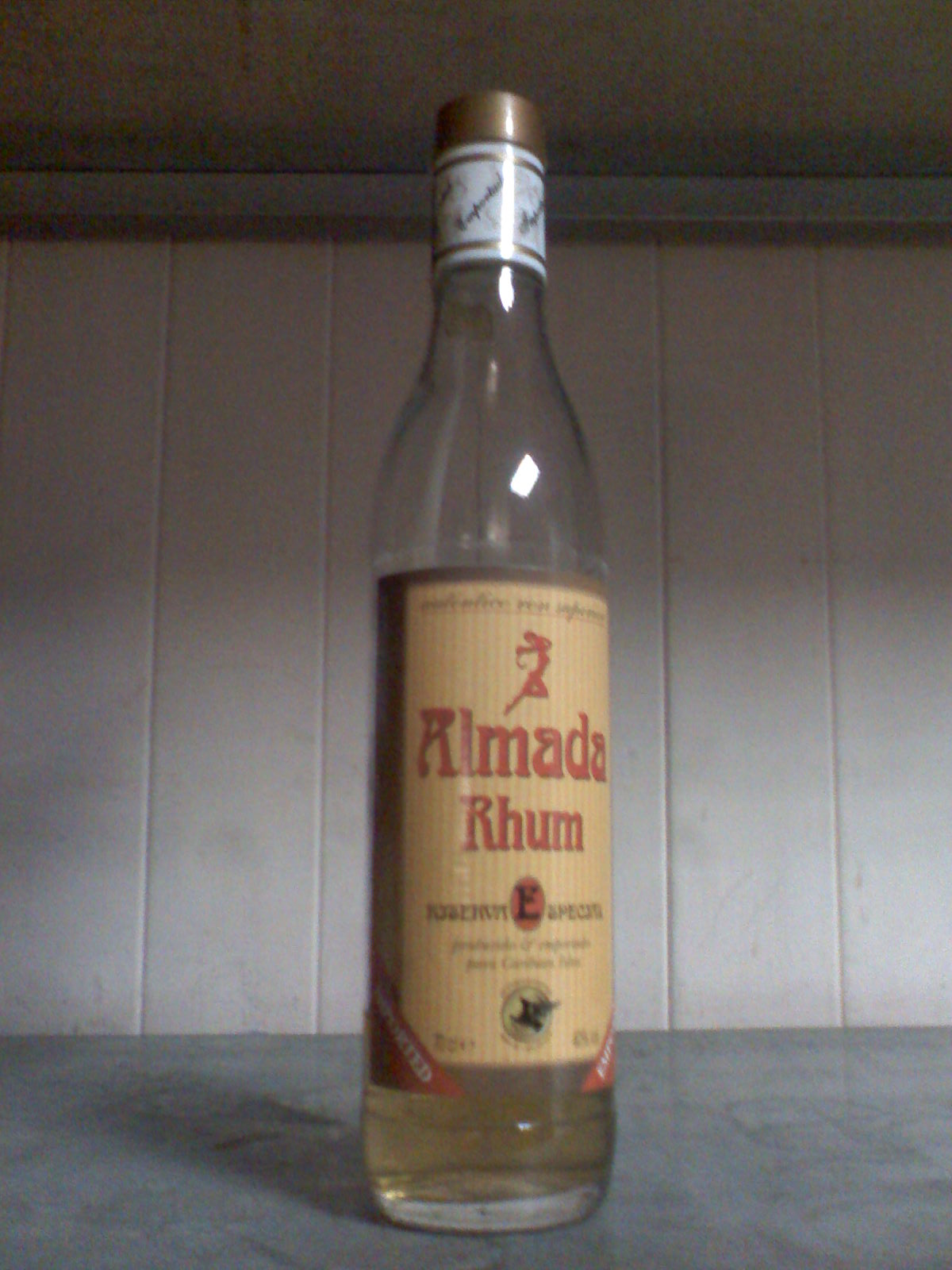
Rum Almada

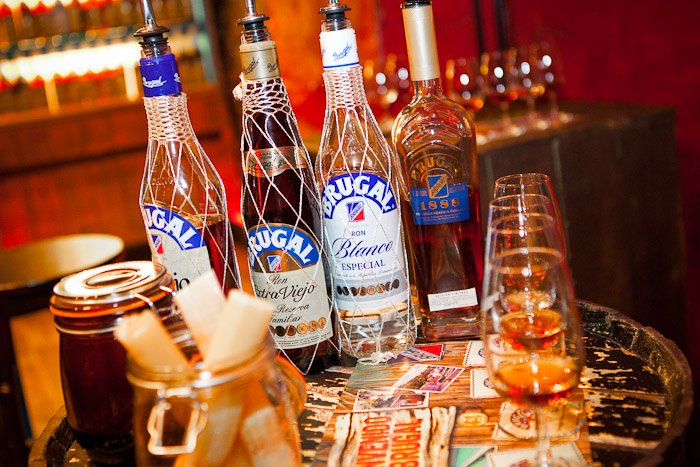
Vari tipi di rum della Brugal Ron

## Etimologia
Una versione lo vuole dall'inglese rumble, "gorgogliare" e boil, bollire; in francese bouillir, "bollire"; secondo altri, più semplicemente, rum potrebbe essere una voce abbreviata, usata dai monaci e derivante da saccharum (Saccharum officinarum, nome scientifico della canna da zucchero).

## Storia

### Origini

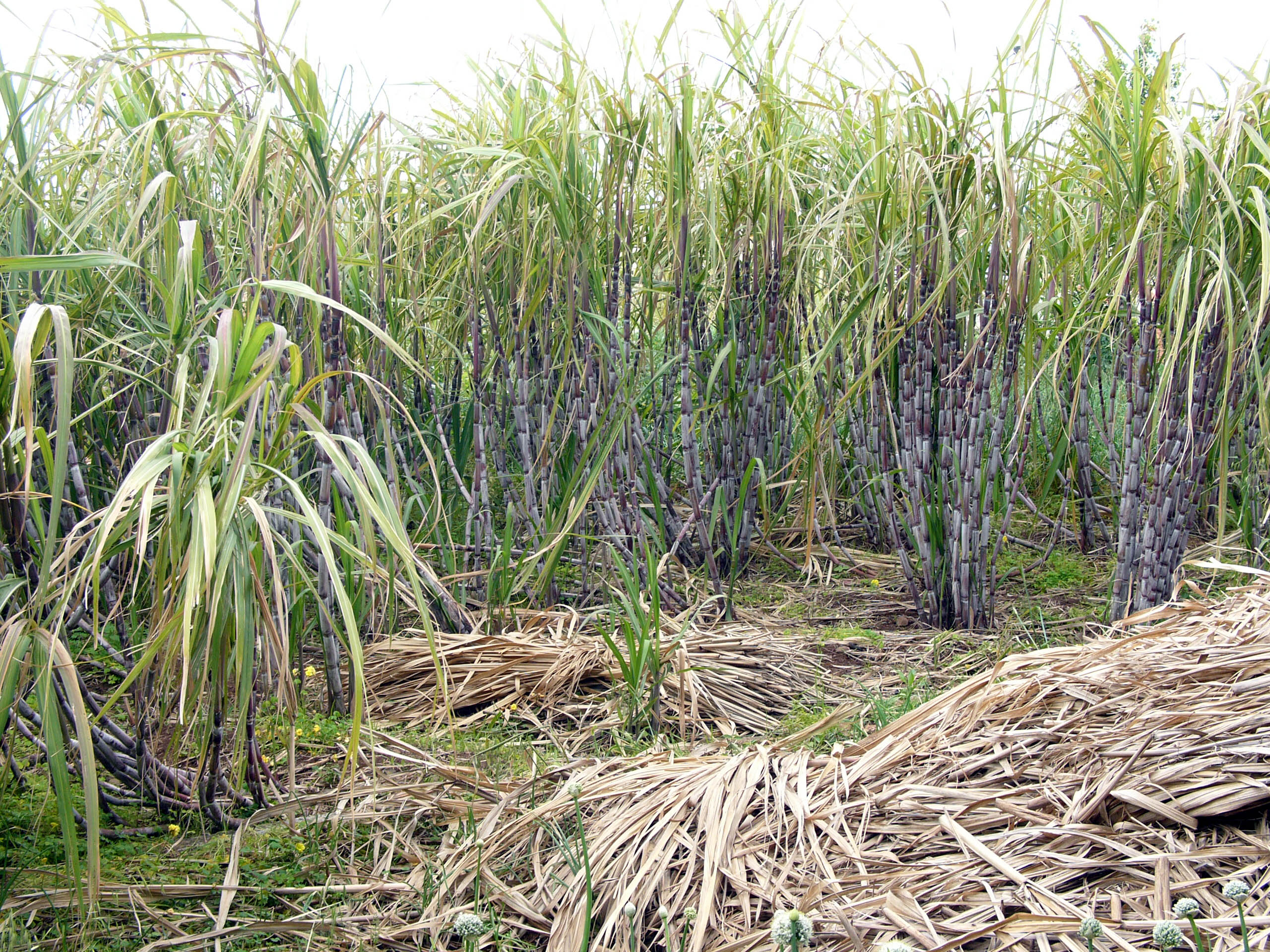
Piantagione di canne da zucchero.

I precursori del rum risalgono all'antichità. Si ritiene che lo sviluppo di bevande fermentate prodotte dal succo di canna da zucchero sia iniziato nell'antica India o in Cina e da lì si sia diffuso. Un esempio di questi antenati è il "brum". Prodotto dai malesi, il brum risale a migliaia di anni fa. In un documento del XIV secolo Marco Polo parla di un "ottimo vino di zucchero" che gli venne offerto nell'attuale Iran.
La prima distillazione di rum avvenne a Londra con le canne da zucchero indiane intorno al XV secolo, poi dopo il XV secolo venne prodotto a Londra con le canne da zucchero provenienti dalle Americhe. Invece la prima distillazione di rum nelle Americhe ebbe luogo nelle piantagioni di canna da zucchero dei Caraibi nel XVII secolo. Gli schiavi delle piantagioni scoprirono per primi che le melasse, un sotto-prodotto del processo di raffinazione dello zucchero, fermentavano in alcool.
Più tardi la distillazione di questi sottoprodotti alcolici concentrò l'alcool e rimosse le impurità, producendo i primi veri rum. La tradizione narra che il rum ebbe origine dapprima sull'Isola di Barbados. Al di là della sua origine, i primi rum caraibici non erano di grande qualità. Un documento del 1651 da Barbados affermava che "Il maggiore intossicante prodotto sull'isola è il Rumbullion, detto anche Kill-Devil (ammazza-diavolo), ottenuto da canne da zucchero distillate, infernale e terribile distillato".

### Colonie statunitensi
La popolarità della bevanda si diffuse nelle Colonie statunitensi. Per sostenere la richiesta del liquore, la prima distilleria nelle colonie fu fondata nel 1664 nell'odierna Staten Island. Tre anni dopo una distilleria venne aperta a Boston, Massachusetts. La produzione di rum divenne la più grande e florida industria della Nuova Inghilterra coloniale. Il rum colà prodotto era piuttosto famoso, e fu anche considerato il migliore nel mondo per la gran parte del XVIII secolo. Il rum del Rhode Island venne persino accettato come moneta corrente, alla stregua dell'oro, per un certo periodo in Europa. Le stime sul consumo di rum nelle colonie statunitensi prima della guerra d'indipendenza americana stabilivano un consumo pro capite di 3 galloni imperiali di rum all'anno – corrispondente a 13,5 litri – per ogni uomo, donna e bambino.
Per sostenere una tale richiesta di melassa per la produzione di rum, contestualmente all'aumentata domanda di zucchero in Europa nel corso del XVII e XVIII secolo, era necessaria una fonte di forza lavoro per le piantagioni di zucchero nei Caraibi. Un commercio triangolare venne realizzato tra l'Africa, i Caraibi e le colonie per sostenere questo bisogno.
Lo scambio circolare di schiavi, melassa e rum era piuttosto redditizio, e secondo alcune interpretazioni, l'interruzione al commercio causata dal Sugar Act del 1764 potrebbe persino aver contribuito a causare la rivoluzione americana. La popolarità del rum continuò dopo la Rivoluzione Americana allorché George Washington si alzò su una botte di rum di Barbados in occasione del suo discorso di insediamento nel 1789. Le restrizioni all'importazione di rum dalle isole britanniche dei Caraibi, in concomitanza con lo sviluppo del whisky americano portarono al declino della popolarità della bevanda negli Stati Uniti.

### Rum e marineria
Per altro tale associazione risiede principalmente nel fatto che il rum era il liquore localmente disponibile negli anni d'oro della pirateria nei Caraibi, ma soprattutto dall'enfasi che a tale connubio venne data in alcuni lavori letterari quali il poema "Fifteen men on the Dead Man's Chest'" di Robert Louis Stevenson nel suo libro L'isola del tesoro. Si dice che i pirati fossero soliti miscelare rum e polvere da sparo prima di assalire le navi cariche di merci destinate all'Europa.
L'associazione tra il rum e la Marina reale britannica ha inizio invece nel 1655 quando la flotta Britannica invase l'isola di Giamaica. Con la disponibilità di rum prodotto internamente, gli inglesi cambiarono la razione quotidiana di liquore destinata ai marinai da brandy francese a rum. Mentre la razione era originariamente pura, o mescolata con succo di limone, la pratica di allungare con acqua il rum iniziò intorno al 1740. Per contribuire a minimizzare gli effetti dell'alcool sui suoi marinai, l'ammiraglio Edward Vernon ordinò che la razione di rum venisse annacquata prima di essere distribuita, e tale mistura divenne nota come grog.
Il termine grog venne coniato dal nomignolo Old Grog, con cui i marinai designavano l'Ammiraglio, per la sua abitudine d'indossare in mare vestiario di spesso tessuto di grogram. La Marina Reale continuò a dare ai suoi marinai la razione quotidiana di rum, conosciuta come un "tot", finché la pratica venne abolita dopo il 31 luglio del 1970. Una storia su rum e marineria è quella secondo la quale il corpo di Horatio Nelson, ucciso al termine della vittoriosa Battaglia di Trafalgar, venne conservato in una botte di rum per poterlo trasportare sino in Inghilterra.
Tuttavia all'arrivo la botte venne aperta e si scopri che non vi era più rum. Il corpo sotto spirito venne rimosso e, dopo un'ispezione, si scoprì che i marinai avevano praticato un foro sul fondo della botte e bevuto tutto il rum, bevendo in questo modo anche il sangue di Nelson. Questa leggenda è la base sulla quale viene usata il termine "sangue di Nelson" per definire il rum. I dettagli della storia sono oggetto di disputa, dove alcuni storici dichiarano che il termine ebbe invece origine da un brindisi in onore di Nelson. Secondo alcuni nelle lunghe traversate atlantiche si aggiungeva rum all'acqua per disinfettarla e impedire così che vi proliferassero batteri e parassiti.

### Australia coloniale
Il rum divenne una merce importante nel primo periodo coloniale del Nuovo Galles del Sud. L'importanza del rum era dovuta innanzitutto alla mancanza di una moneta corrente tra la popolazione della colonia e alla capacità della bevanda di permettere ai suoi consumatori di dimenticare temporaneamente le pessime condizioni di vita nella nuova colonia. Il valore del liquore era tale da indurre i coloni coscritti a lavorare le terre appartenenti agli ufficiali del Corpo d'armata del Nuovo Galles del Sud. Questi ultimi utilizzavano proprio la loro facilità ad accaparrare grandi quantità di rum per scambiarlo molto convenientemente con beni e prestazioni lavorative, per tale motivo erano conosciuti anche come "The Rum Corps". A causa della popolarità del rum tra i coloni, il paese divenne noto per la diffusione dell'alcolismo benché il consumo di alcool fosse in realtà inferiore ai livelli comunemente diffusi nell'Inghilterra dell'epoca.
Quando William Bligh divenne governatore della colonia nel 1806, tentò di rimediare al percepito problema dell'alcolismo mettendo fuori legge l'uso del rum come mezzo di scambio. In risposta a questa azione, e a molte altre, nel 1808 il Corpo d'armata del Nuovo Galles del Sud marciò, con le baionette inastate, verso la Casa del Governo e mise Bligh agli arresti in quella che è conosciuta come la "Ribellione del Rum". Gli ammutinati continuarono a controllare la colonia sino all'arrivo del nuovo governatore Lachlan Macquarie nel 1810.

### Rum leggero dei Caraibi
Sino alla seconda metà del XIX secolo tutti i rum erano liquori forti o scuri considerati adeguati per i lavoratori poveri, a differenza dei raffinati spiriti a doppia distillazione europei. In modo da espandere il mercato per il rum, la Commissione Reale di Sviluppo spagnola offrì un premio a chi avesse migliorato il processo produttivo del rum. Ciò introdusse diversi aggiustamenti che migliorarono notevolmente la qualità del liquore. Una delle figure più importanti in questo processo di sviluppo fu il catalano Facund Bacardí i Massó (in spagnolo Don Facundo Bacardi y Massó), che si trasferì dalla Spagna a Santiago di Cuba nel 1843. Gli esperimenti di Don Facundo con le tecniche di distillazione, il filtraggio del carbone vegetale, la coltivazione di differenti ceppi di lievito e l'invecchiamento con botti di quercia americana aiutarono a produrre una bevanda più dolce e gradevole tipica dei rum leggeri moderni.
È con questo nuovo rum che Don Facundo fondò la Bacardí y Compañía nel 1862. La produzione del rum è attualmente diffusa in molte zone continentali dell'America centrale e meridionale. Durante il colonialismo americano il liquore era utilizzato dai coloni europei come semplice bevanda, ma anche come medicinale, si credeva infatti che questa bevanda potesse curare polmoniti ed altre patologie, all'epoca, incurabili.

### Rum Francese AOC
Dal decreto pubblicato nel novembre 1996, il rhum agricolo ha ottenuto la denominazione «AOC Martinique», la certificazione di origine controllata del rhum di Martinica. La Martinica è ancora oggi l'unica isola ad avere un marchio di origine.
È AOC “Martinique” solo il rhum estratto della distillazione di succo fresco di canna da zucchero, e con la menzione “Rhum agricole” (Rhum agricolo). Rappresenta un territorio di produzione, una piantagione di canna da zucchero, un tipo di canna da zucchero, un processo di estrazione del succo, di fermentazione, di distillazione e di stoccaggio.
I Rhum che si rivendicano AOC Martinica non possono essere commercializzati senza il certificato del INAO (Institut national de l'origine et de la qualité, ente preposto al controllo dei marchi DOC francesi).

## Fabbricazione

### Prima fase: canna da zucchero
I germogli di canna da zucchero vengono piantati nel terreno più adatto alla specie, nei mesi compresi tra febbraio ed agosto. È molto importante che i germogli siano piantati nel momento più adatto al clima locale, per ottenere un elevato contenuto zuccherino, in modo che il succo destinato alla fermentazione possieda il minor materiale di scarto possibile. È invece abbastanza ininfluente, ai fini della produzione di rum, il tipo di terreno in cui la canna viene piantata. La pianta cresce naturalmente per almeno 12-18 mesi, raggiungendo i 3 metri d'altezza nelle aree tropicali e circa 1 metro d'altezza se piantata in zone subtropicali. La canna viene quindi raccolta, tagliandola alla base il più vicino possibile al terreno, poiché è lì che si concentra la maggior parte del succo. La raccolta può essere manuale o meccanica.
Nell'arco di poche ore la pianta deve essere mandata alla macinazione, per evitare che questa si secchi e perda gran parte del succo. È qui che avviene la prima grande distinzione tra tipi di rum, le possibilità sono due: quanto estratto con la macinazione può essere destinato alla produzione di zucchero, i cui residui (la melassa) verranno poi inviati alla fermentazione, creando così un rum industriale".
Oppure il succo estratto dalla canna con la frantumazione (vesou in francese, guarapo in spagnolo) può essere inviato direttamente alla fermentazione, non producendo zucchero. In questo modo si ottiene un rum agricolo, nel quale il succo viene depurato, decantato, filtrato e versato nei tini di fermentazione delle distillerie agricole. La fermentazione è spontanea ed ha una durata di 36/48 ore. In alcune distillerie artigianali la fermentazione avviene ancora nei vecchi alambicchi di rame rosso. Qualunque sia il metodo di produzione, il rum agricolo è di una finezza notevole, non avendo subito alcuna alterazione delle sostanze aromatiche.

### Seconda fase: fermentazione
La fermentazione consiste nell'aggiungere al succo di canna, o alla melassa, del lievito. In modo da trasformare la parte zuccherina in alcol etilico, acidi, ed altri alcoli che verranno poi estratti con la distillazione. Utilizzando delle vasche, chiuse o aperte, la mistura viene lasciata fermentare per un minimo di 24 ore ad un massimo di 15 giorni, a seconda del tipo di rum che si vuole ottenere. In generale, con una fermentazione breve si ottiene un prodotto dall'aroma leggero, contenente pochi acidi e pochi residui organici pesanti. Con una fermentazione più lunga, anche senza arrivare ai 15 giorni, il prodotto ottenuto sarà un liquido contenente una più alta dose di alcoli, acidi, e residui.
Di conseguenza sarà possibile distillare un rum molto corposo e dal sapore deciso, ad elevato contenuto di esteri. Il processo di fermentazione se mal controllato può rovinare completamente la produzione, rendendo addirittura il prodotto nocivo se venisse creata un'esagerata dose di metanolo. Per questo tale processo viene gestito dai migliori maestri ed effettuato tenendo conto della temperatura e umidità dell'ambiente.

### Terza fase: distillazione
Per capire la distillazione bisogna precisare che esistono diversi tipi di alcol, alcuni più leggeri e dal sapore delicato e floreale, ed altri più pesanti dal sapore più deciso (cuoio, noci ecc). In pratica più pesante è l'alcol più il suo aroma è forte, fino a risultare sgradevole. Gli alcoli più leggeri evaporano prima degli alcol più pesanti. Il processo di distillazione non fa altro che separare l'alcol dall'acqua e selezionare gli aromi che si desidera ottenere. Esistono diverse varianti per la distillazione, dovute a diversi tipi di alambicchi che si sono sviluppati nei secoli. I principali tipi sono due: alambicco discontinuo e alambicco a colonna.

### Quarta fase: invecchiamento
Il rum appena distillato è un liquido bianco trasparente, i cui aromi esistono ma non sono ancora facilmente distinguibili. Le botti tradizionalmente usate per il rum sono in legno di quercia americana, le quali vengono preparate carbonizzandone l'interno. Il distillato, ancora giovane, una volta nella botte penetra all'interno dei pori del legno, assumendone alcuni aromi, e rilasciando parte dell'alcol grazie alla respirazione della botte, che scambia i vapori del distillato con l'aria dell'esterno.
Questo processo dà stabilità al distillato, eliminandone le parti più volatili e costruendo una bevanda dalla maggiore corposità, dall'aroma meglio definito. Durante il processo d'invecchiamento il distillato perde alcol, a volte fino al 10% ogni anno, obbligando il produttore a rabboccare le botti con altro distillato della stessa partita.

### Ultima fase: miscelazione
Una volta terminato l'invecchiamento i rum contenuti in botti diverse non hanno lo stesso aroma, così come un rum prodotto in un anno può essere diverso dal rum di un altro anno, anche a parità d'invecchiamento. L'esigenza del produttore è di creare un'etichetta standard, in modo che il contenuto delle bottiglie sia sempre identico e della stessa qualità. L'addetto alla miscelazione conosce perfettamente come creare il giusto rum, conosce perfettamente i vari "ingredienti" che ha a disposizione. Il suo lavoro è miscelare le diverse annate, diverse botti, diverse gradazioni, e rum dai diversi aromi per creare alla perfezione il rum che vuole ottenere.
È normale mescolare rum con diversi anni d'invecchiamento, ma ogni produttore ha le sue regole per farlo, che cambiano a seconda della legislazione di ogni paese. Così quando compriamo un rum con indicato un invecchiamento di, per esempio, 15 anni, questo non ha un significato preciso. Per alcuni produttori significa che nella miscela di rum utilizzati il più vecchio ha 15 anni (e gli altri sono più giovani); per altri produttori indica il rum più giovane; per altri ancora è la media degli anni d'invecchiamento dei rum utilizzati. Quando un rum è una miscela di annate differenti e con differenti anni d'invecchiamento, si dice blended.
Quando invece un rum è interamente di una sola annata, con i medesimi anni d'invecchiamento si dice millesimato. Molti esperti del settore sono dell'idea che nell'indicazione degli anni d'invecchiamento le regole andrebbero standardizzate, a tutela dei consumatori. Tuttavia questo andrebbe forse contro gli interessi di molti paesi produttori.

## Tipi di rum

### Bianco
(chiamato anche Blanc, blanco, clear, cristal, crystal, light, plata, silver) 
Il rum bianco è trasparente o chiaro, di gradazione alcolica leggera ed è molto profumato, a eccezione di un lieve sentore di dolcezza. Alcuni Rhum Agricole blanc prodotti nelle isole francesi sono l'eccezione poiché presentano un corpo pieno. Dopo il periodo di affinamento in barile, a seguito del contatto con le doghe, il rum si presenta color ambra chiaro. Per questo motivo, la maggior parte dei distillatori tende a filtrare il distillato per rimuovere ogni singolo pigmento di colore prima dell'imbottigliamento. Il contatto con il legno del barile è però indispensabile perché questo arricchisce il rum di aromi di frutta. In alcune distillerie si ha la tendenza a produrre dei rum bianchi neutri ed insipidi, con caratteristiche organolettiche molto simili a quelle della vodka. Il rum più commerciato al mondo è il bianco con 40% vol. e si ha la convinzione che questo debba essere utilizzato solamente nella creazione di cocktail. Questa convinzione viene sfatata dagli intenditori, sostenendo che i rum light sono eccellenti anche se degustati in purezza, poiché brevemente invecchiati. L'invecchiamento del rum bianco avviene tramite affinamento di soli tre mesi, ma molte distillerie lo tengono a riposo per almeno un anno in barili che avevano già occupato prima whisky, bourbon, brandy o cognac. Al termine dei dodici mesi (o per periodi più lunghi nel caso del Barcelò Grand Blanc e anche altri bianchi) il rum viene filtrato con il carbone attivo, perdendo quindi il pigmento ambrato, tornando alla trasparenza che aveva appena uscito dal distillatore. La popolarità del rum bianco per la creazione di cocktail ha motivi fondati. Essendo di gusto abbastanza neutro, sia che venga distillato dalla canna da zucchero, sia dai suoi derivati, viene usato come accompagnamento ai succhi di frutta o sciroppi e svolge un ruolo importante nel Frozen Daiquiri. A Barbados e in alcune nazioni caraibiche, si dice che il rum bianco è quello in cui “vedi attraverso”.

### Oro
(chiamato anche Amber, éléve sous bois, golden, paille, premium aged)
Il rum oro è conosciuto anche come “ambrato” di colore rame chiaro. Viene distillato dal succo di canna o dalle melasse e la maturazione avviene in barili di legno di quercia che hanno già ospitato il bourbon per un periodo che varia da uno a due anni. Nel caso degli élevé sous bois invece si utilizzano le botticelle impiegate per l'invecchiamento di brandy e cognac, sprigionando così al naso eccellenti aromi di canna da zucchero, con toni di quercia bianca, seguiti subito dopo da un corpo medio fruttato ricco di tannini. I rum oro durante la maturazione e l'invecchiamento sono seguiti dai maestri di cantina. La distillazione avviene tramite alambicco a colonna, tranne per la produzione adottata dalla Mount Gay, che combina due diversi processi di distillazione. Dal 1996 un disciplinare regola la produzione di rum A.O.C. (Appellation d'Origine Contrôlée) a denominazione di origine controllata. Per esempio in Martinica questo impone che per il Rhum Agricole Paille ci sia un anno di invecchiamento in botte di rovere con capacità superiore ai 650 litri. Alcuni rum dorati hanno un importante profumo di vaniglia, che caratterizza il tipico flavour dei bourbon, e vengono macerati in barili usati una sola volta. Il rum oro sincero permette ai Planter's Punch di sprigionare un gusto unico e gradevole.

### Scuro
(chiamato anche black, dark, heavy)
Il rum scuro è caratterizzato dal corpo pieno e ricco, con sentori di caramello dominanti. È per questo motivo che la ricchezza di questo distillato si apprezza meglio se degustato in purezza. L'acquavite cristallina che si ottiene dalla distillazione del succo fresco o dalla melassa della canna nobile viene fatta invecchiare a contatto con le doghe dei barili. Questo contatto permette allo spirito trasparente dell'acquavite di prendere colori dai toni diversi che variano dall'ambrato al bruno a seconda del legno. I migliori rum scuri sono quelli prodotti con un alambicco discontinuo e poi fatti invecchiare per un lungo periodo nei barili. Alcune distillerie, per rendere il tono di colore più scuro (prima di imbottigliare), aggiungono del caramello o della melassa.

### Invecchiato
(detto anche Aged, añejo, dated, maturated, vieux)
I rum invecchiati sono rum preparati tramite la miscelazione di raccolti di anni diversi e di differenti distillazioni in alambicco. Queste miscelazioni vengono effettuate nei barili dai maestri di cantina, che stanno attenti a mantenere il flavour dell'etichetta costante di anno in anno. Il colore può variare, anche in modo molto significativo, a seconda che si tratti di un añejo scuro, lavorato con metodo solera, o chiaro. La data riportata sull'etichetta della bottiglia può indicare sia il rum più giovane contenuto nel blend, sia il rum più invecchiato, a seconda delle normative di legge che cambiano da paese a paese. Per alcuni rum francesi, detti vintage, sull'etichetta vengono citati sia l'anno del raccolto, sia il territorio. Questo rum viene conservato sin dai tempi della sua nascita in barile e poi stivato in magazzini o sulle navi. Alcuni distillati poco riusciti migliorano lentamente riposando a lungo nei barili.

### Overproof
Si tratta di rum dalla gradazione alcolica molto alta, che raggiunge persino il 75% vol. Sono destinati alla miscelazione oppure previsti come ingredienti nella composizione degli Zombie, dato che è molto difficile assaggiarli in purezza.

### Speziato
I rum speziati (o spiced) vengono preparati con un distillato base, arricchito con infusioni di spezie e frutti. Come aroma prevalente si ha la vaniglia, ma spesso vengono usati anche cannella e limone. Ci sono dei dubbi riguardanti la genuinità del distillato di base utilizzato per l'infusione e per la macerazione degli ingredienti (detti anche botanicals, sono foglie, radici, semi e tutto ciò che è possibile utilizzare per dare colore, sapore ed aroma, a patto che sia vegetale). Questi sono dovuti al fatto che è difficile conoscere la vera natura della materia prima utilizzata per lo spirito del distillato, ed è per questo che è più corretto chiamare gli speziati “liquori”. Comunque, a garanzia di qualità, si tende a scegliere un Meyer's Spiced Original Planter's Punch o un Captain Morgan Original Spiced, poiché non hanno note olfattive troppo predominanti, ma offrono all'assaggio un insieme molto gradevole ed equilibrato. Gli spiced sono ottimi per preparare long drink a base di frutta.

### Premium, super premium, ultra premium
A causa dell'evaporazione dell'alcool attraverso il legno, durante l'invecchiamento in barile i rum tendono a perdere di volume. È possibile stimare il tempo necessario per l'evaporazione completa del contenuto del barile, ma vanno tenute in conto svariate variabili: temperatura, circolazione dell'umidità nella cantina, condizione dei barili ed estensione della superficie del legno che sta a contatto con il rum. Il calcolo di questo periodo di tempo permette di stabilire il Point of Diminishing Returns (PDR), ovvero quel punto dopo il quale l'evaporazione porta ad una perdita di profitto. Il PDR è un'importante scelta commerciale ed è un punto che non viene mai raggiunto dai produttori. Un premium, super premium o ultra premium, è il frutto di un incontro tra i margini di guadagno imposti dall'azienda e l'abilità del mastro di cantina che mantenendo i limiti imposti cerca di ottenere il miglior prodotto. È difficile poter definire l'età di un premium poiché è creato dalla mescolanza di più rum provenienti da distillerie diverse che sorgono in luoghi diversi, con la scelta personale di lieviti per la fermentazione dei mosti, che utilizzano alambicchi continui, discontinui (o entrambi) e che usano botti diverse a seconda se usate solo una volta o molto impregnate.

## Stile del rum
Vengono identificate, all'interno del vasto panorama della produzione, tipologie di rum che sono riconducibili alle lavorazioni tradizionali utilizzate nelle varie aree dei Caraibi.
- Stile cubano e portoricano: viene usata come materia prima la melassa, distillata in alambicco continuo. Si ha un distillato leggero e raffinato.
- Stile giamaicano: viene usata come materia prima la melassa, distillata in alambicco discontinuo. Si ha un distillato scuro e forte.
- Stile francese: viene usato come materia prima il succo di canna da zucchero, distillato in colonna continua. Si ha un distillato con sentori fruttati e floreali.
- Stile Trinidad: viene usata come materia prima la melassa, distillata in alambicco continuo. Si ha un distillato con sentori di legno forte.

## Degustazione
La maturazione del rum, detta anche tempo del rum, è scandita da frequenti degustazioni indispensabili per i maestri di cantina per tenere sotto controllo la maturazione e l'evoluzione del distillato nei barili. Sono assaggi tecnici, che danno informazioni sugli eventuali interventi correttivi necessari per migliorare il rum, per far sì che rispetti gli standard imposti dai disciplinari di produzione. L'ora che viene ritenuta ideale per la degustazione professionale è le dieci del mattino, poiché i sensi sono rilassati, l'attenzione è viva e la luce naturale aiuta a percepire i colori. I bicchieri devono essere allineati e rivolti verso l'alto, mentre le bottiglie devono essere al riparo dalla luce diretta. È indispensabile che il degustatore sia estremamente rilassato e concentrato. Gli indizi che suscitano il “mi piace” oppure il “non mi piace” vengono affidati alla percezione immediata, oppure possono essere guidati da poche e semplici regole, che portano alla ricerca dei tipici descrittori del rum.
Il rum ha una gradazione alcolica che si aggira circa attorno al 40% vol. come la maggior parte dei distillati. La volumetria è abbastanza alta e non è l'ideale per il gusto e l'olfatto poiché l'alcool tende a bruciare le papille gustative e la mucosa olfattiva, anestetizzando e rendendo impossibile riconoscere i sentori che arricchiscono l'acquavite. Quando viene degustato, questo viene diluito con acqua pura a pari volume, così da poter cogliere i profumi e i sapori. Assaggiando in purezza però, lasciando che il rum scorra contro le guance e sul palato, si scopre la consistenza, detta anche texture, che solitamente è grassa e burrosa. Si devono seguire delle regole, così da abituare i sensi con cautela e con criterio, ma soprattutto lentamente.

## Il rum fantasia
In alcuni paesi è ammesso anche un rum più economico, ottenuto, anziché dalla distillazione della melassa, da una miscela di alcol industriale con sciroppo al caramello, denominato rum fantasia, di solito poi aromatizzato anche con l'aggiunta di vero rum. Per il suo sapore è spesso usato nella bagna dei dolci ed è anzi preferito per alcuni usi come il ponce livornese.

## Il "domaći rum"
Nelle Repubbliche ex-jugoslave esiste anche il "domaći rum" ("domači rum", in sloveno), che anziché essere composto da solo distillato di zucchero, ha una aggiunta di alcol. Dal 2013, con l'estensione dell'Unione Europea alla Croazia, in questo paese ne è stata vietata la denominazione, e le maggiori industrie di alcolici ne hanno modificato il nome (la Maraska in "Domaći Room" e la Badel in "Badel domaći"). La Slovenia invece, già facente parte dell'Unione Europea, ne ha registrato la denominazione di origine, e continua quindi a produrre il suo "domači rum".